# أداوزينهو
أداوزينهو (بالبرتغالية: Adão Nunes Dornelles‏) مواليد 2 أبريل 1923 في البرازيل - الوفاة 30 أغسطس 1991، كان لاعب كرة قدم برازيلي كان يلعب في مركز الهجوم. سبق له أن لعب في كأس العالم لكرة القدم مع منتخب بلاده في مونديال 1950.

## المسيرة الاحترافية

### أندية لعب لها
- نادي إنترناسيونال
- نادي فلامنغو

## روابط خارجية
- أداوزينهو على موقع الاتحاد الدولي (مؤرشف)  (الإنجليزية)
- أداوزينهو على موقع قاعدة بيانات كرة القدم.إي يو (الإنجليزية)
- أداوزينهو على موقع ناشيونال فوتبول تيمز (الإنجليزية)
- أداوزينهو على موقع عالم كرة القدم.نت (الإنجليزية)